# Platysaurus orientalis
Espèce
Statut de conservation UICN

 LC  : Préoccupation mineure
Synonymes
- Platysaurus minor orientalis Fitzsimons, 1941
- Platysaurus guttatus fitzsimonsi Loveridge, 1944

Platysaurus orientalis est une espèce de sauriens de la famille des Cordylidae.

## Répartition
Cette espèce est endémique d'Afrique du Sud.

## Liste des sous-espèces
Selon The Reptile Database (3 juillet 2012) :
- Platysaurus orientalis fitzsimonsi Loveridge, 1944
- Platysaurus orientalis orientalis FitzSimons, 1941

## Publications originales
- Fitzsimons, 1941 : Descriptions of some new lizards from South Africa and a frog from southern Rhodesia. Annals of the Transvaal Museum, vol. 20, n. 3, p. 273-281 (texte intégral).
- Loveridge, 1944 : Revision of the African lizards of the family Cordylidae. Bulletin of the Museum of Comparative Zoology, vol. 95, n. 1, p. 1-118 (texte intégral).